# CT&T
Die CT&T Corporation ist ein Hersteller von elektrisch angetriebenen Leichtfahrzeugen und Golfcaddys in Dangjin, Südkorea.

## Geschichte
Das Unternehmen wurde 2002 von Young Gi Lee gegründet, einem früheren Manager der Hyundai Motor Company. Seit 2006 ist CT&T auf dem koreanischen Markt für Golfcaddys aktiv und konnte im ersten Jahr einen Marktanteil von 46 % erarbeiten.
Im Jahr 2008 wurde über eine Produktion auf den Fidschi-Inseln verhandelt. Dieses Projekt wurde aber wieder verworfen. Im Jahr 2009 wurde eine Kooperation mit dem chinesischen Automobilzulieferer Wonder Auto aus Jinzhou bekannt. Dabei wurde ein Verkaufspreis von etwa 4.100 Euro genannt. Eine ab dem Jahr 2009 angekündigte Expansion mit Produktionsstätten in den USA – unter anderen auf Hawaii, in South Carolina und in Pennsylvania – wurde allerdings aufgrund von Liquiditätsproblemen nicht umgesetzt. Die in den USA gegründete Tochtergesellschaft CT&T United bestand jedoch fort.
Besondere Aufmerksamkeit erregte CT/&T auf der Detroit Motor Show 2010. Die im Rahmen dieses Auftritts kolportierten Angaben – unter anderem eine Jahresproduktion von bis zu 60.000 Fahrzeugen – können mit unabhängigen Quellen nicht bestätigt werden. Das gilt auch für die Pläne, regionale Montage- und Vertriebszentren einzurichten oder bis 2013 weltweit 300.000 Elektrofahrzeuge zu verkaufen. Im Jahr 2010 war das koreanische Unternehmen SK innovation Institute of Technology Innovation Lieferant der Fahrzeugbatterien.

## Modellübersicht
Auf der Detroit Motor Show 2010 wurden 24 Modelle präsentiert. Dazu zählten mit dem C2 ein sportlicher Zweisitzer mit einer angeblichen Höchstgeschwindigkeit von 150 km/h, das Stadtmobil City EV sowie die Leichtfahrzeuge eZone und die Golfcaddys namens cZone. Besondere Erwähnung fanden zudem eine Polizeiversion und eine „mobile Cafeteria“.

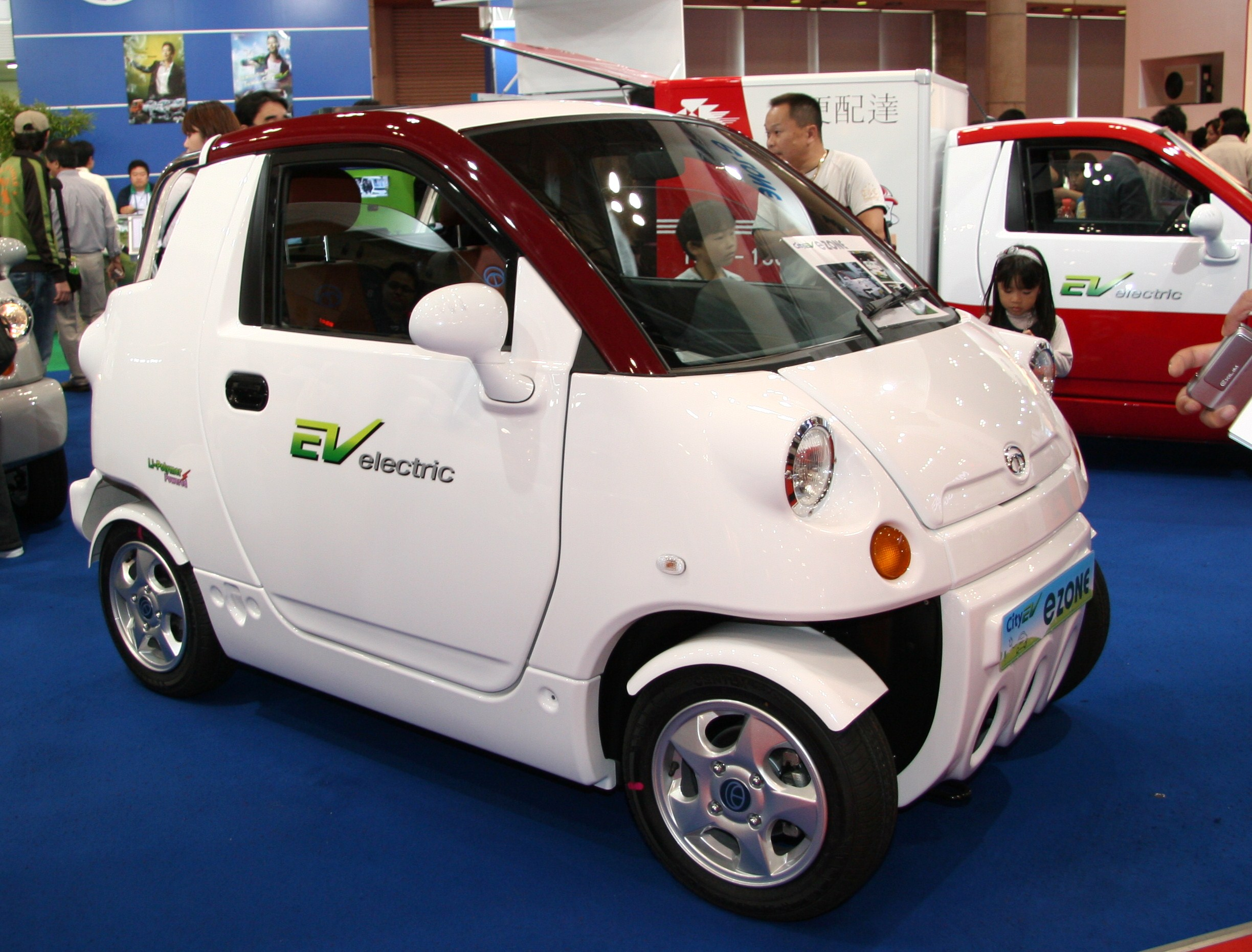
CT&T eZONE
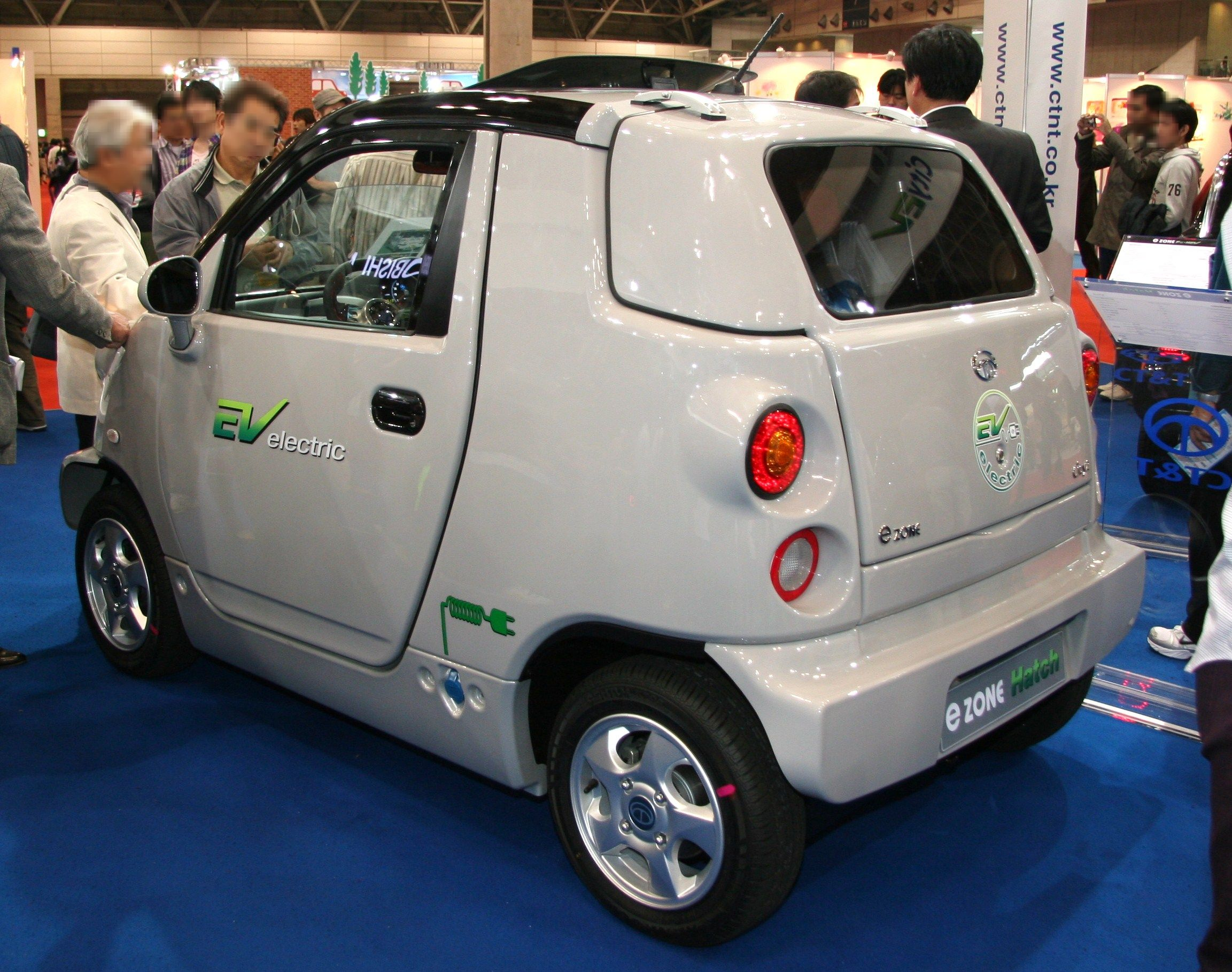
CT&T eZONE Plus
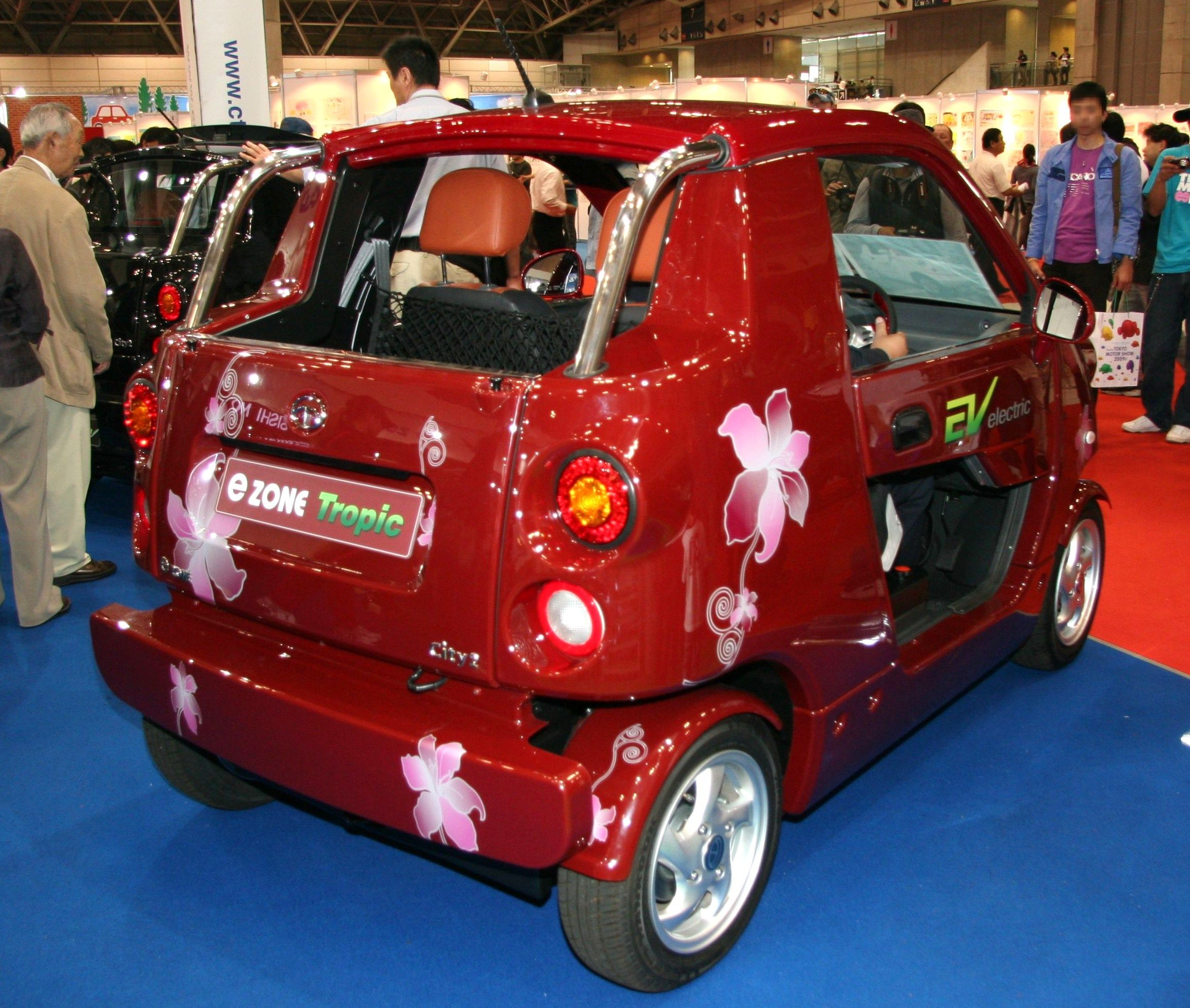
CT&T eZONE Tropic
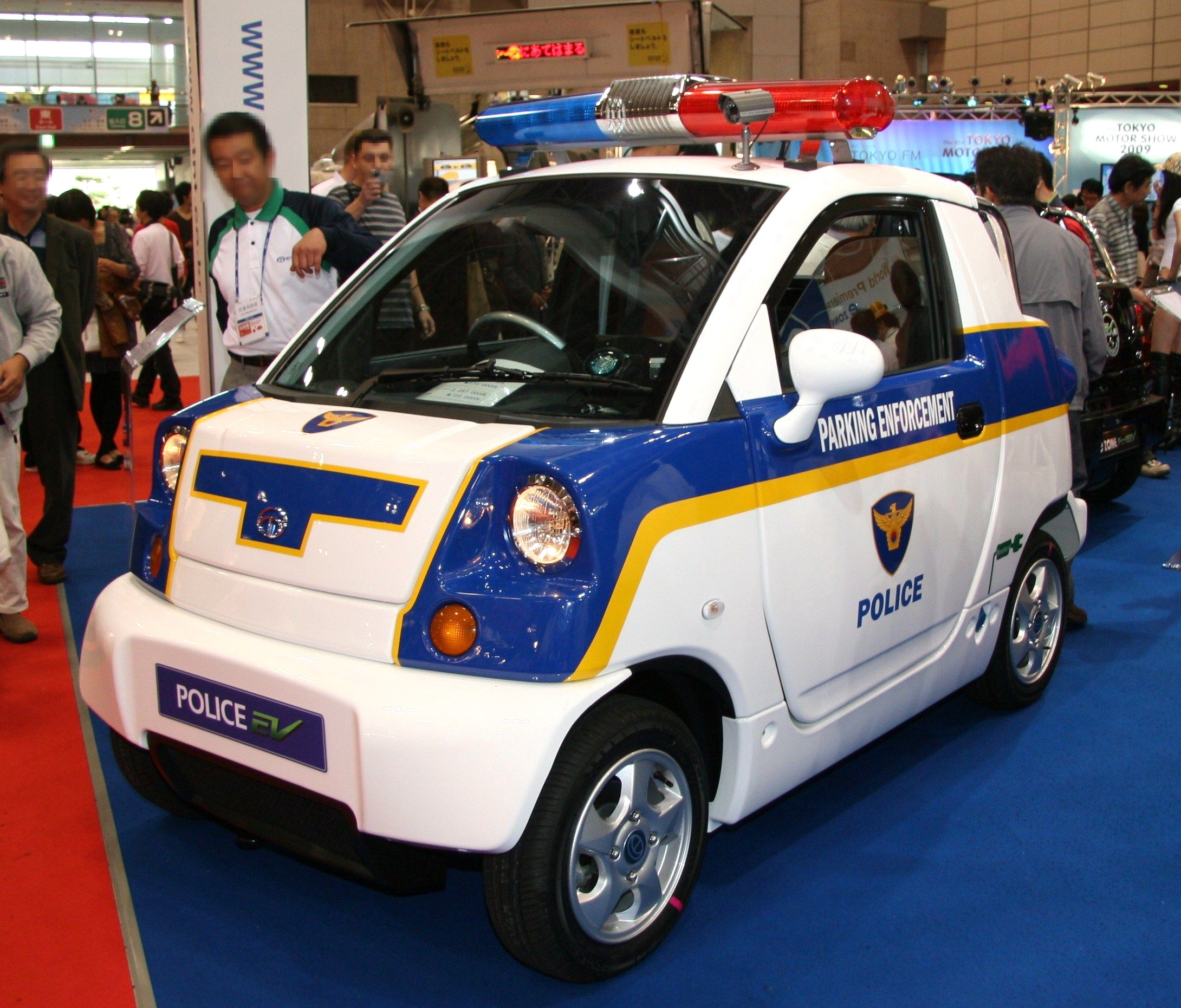
CT&T Police EV
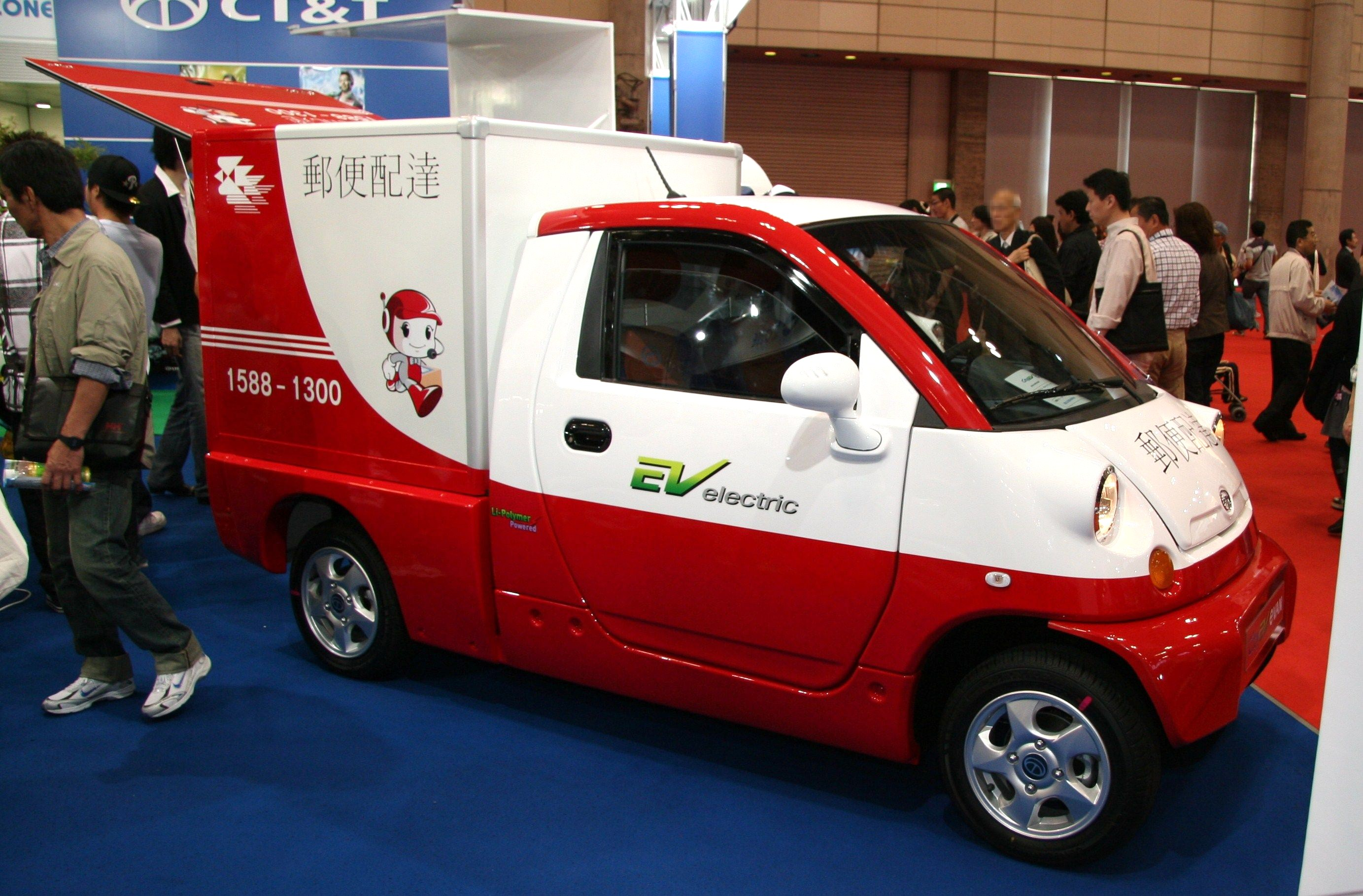
CT&T eVAN
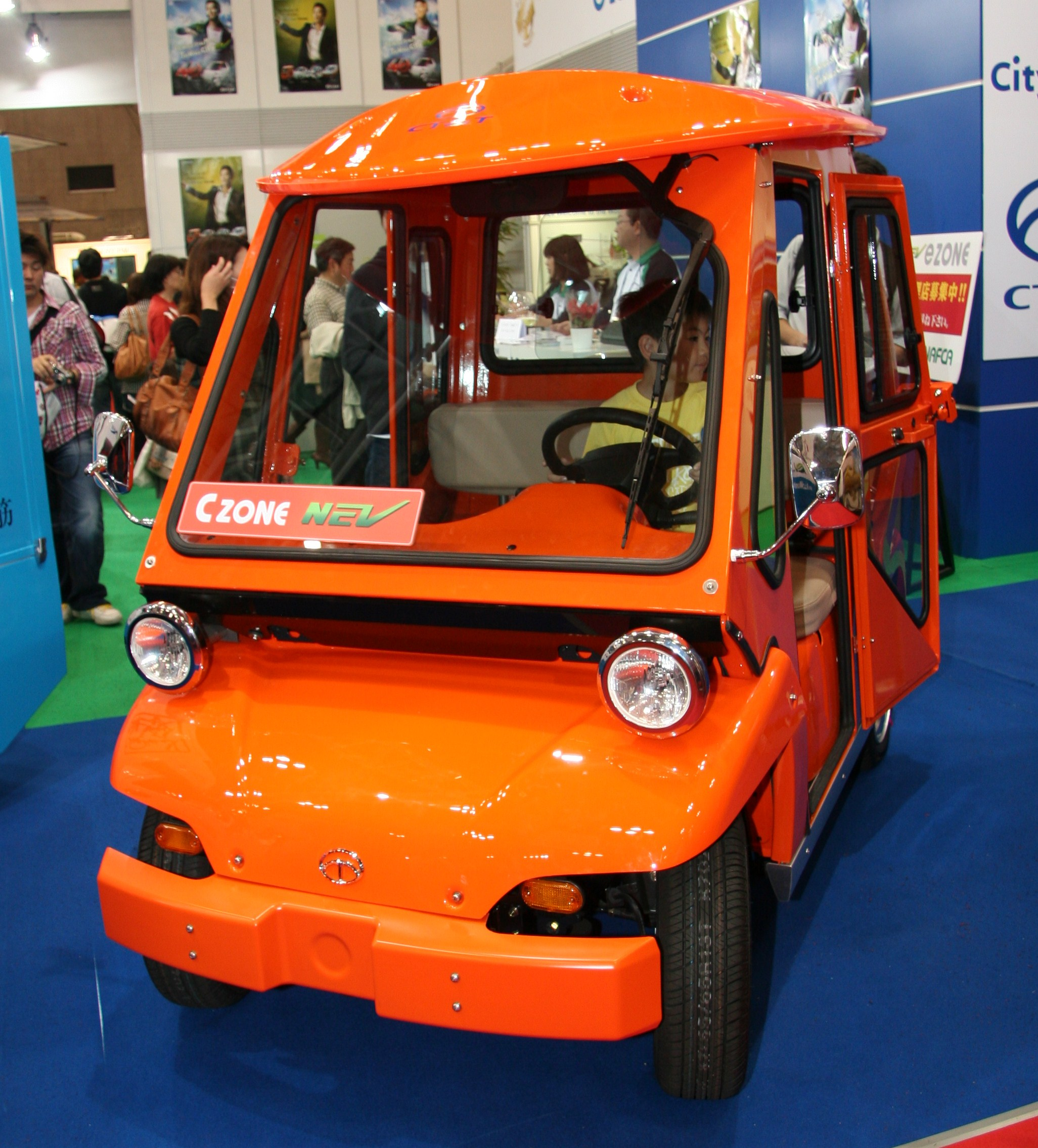
CT&T cZONE